# Autópálya M80
Die Autópálya M80 ist eine Schnellstraße (Autóút) in Ungarn, die an der österreichischen Grenze, wo sie die Verlängerung der S7 bildet, beginnt. Sie verläuft von dort aus in einem Bogen nach Osten, um die Stadt Szentgotthárd im Norden zu umfahren. Die Strecke führt weiter in östliche Richtung und überquert dabei eine beeindruckende Talbrücke bei Vasszentmihály. Die Schnellstraße endet schließlich an einem Kreisverkehr an der Anschlussstelle Körmend-Ost, wo sie in die Hauptstraße 8 übergeht.

## Anschlussstellen
Die M80 ist über mehrere wichtige Anschlussstellen mit dem regionalen und überregionalen Straßennetz verbunden
Grenze AT/HU Beginn der M80 und Übergang zur österreichischen S7.
Szentgotthárd-Ost: Hier gibt es eine Verbindung zur Hauptstraße 8.
Vasszentmihály Anschlussstelle für den lokalen Verkehr.
Körmend-Ost: Endpunkt der M80 und Übergang in die Hauptstraße 8.

## Bedeutung
Die M80 hat eine erhebliche Bedeutung für den internationalen Verkehr, da sie eine schnelle und direkte Verbindung zwischen dem ungarischen Straßennetz und der österreichischen Autobahn A2 schafft. Sie trägt zur Entlastung der Innenstädte von Szentgotthárd und Körmend bei, indem sie den Durchgangsverkehr auf eine leistungsfähige Schnellstraße verlagert. Zudem ist die M80 ein wichtiger Abschnitt der Europastraße E66.

## Zukunft
Da die M80 bereits vollständig fertiggestellt und in Betrieb ist, sind derzeit keine weiteren Ausbaumaßnahmen geplant. Die zukünftigen Entwicklungen in der Region betreffen die geplante Weiterführung der M8 in östlicher Richtung, um die M80 an andere Teile des ungarischen Autobahnnetzes anzuschließen.